# Lituanieni
Lituanienii (în lituaniană lietuviai) sunt un popor baltic, care constituie 84,0% din populația Lituaniei (dupǎ recensǎmântul din 2011). Vorbesc în lituaniană, care face din grupa baltică, a familiei de limbi Indo-Europene. Religia, în principal Catolicismul. În româna veche li se spunea „lifte
”, care a luat un sens peiorativ, el desemnând, în Moldova, pe toți neortodocșii și, mai târziu, toți necreștinii, sinonim cu „dușmani”, cu „cotropitori”. Explicația este faptul că Marele Ducat al Lituaniei, în secolul 15, se învecina cu Moldova de-a lungul Nistrului și a încercat nu o dată, împreună cu „leșii” (polonezii), să o anexeze.

## Populație și areal
În prezent, numărul estimabil a lituanienilor în lume se consideră a fi de aproximativ 4,2 milioane de oameni. Cei mai mulți dintre ei trăiesc în Lituania. Potrivit Departamentului de Statistică al Republicii Lituania, lituanieni se considerǎ 84,0% din locuitorii țǎrii. Grupuri mari de lituanienii în afara țǎrii locuiesc în Statele Unite, Canada, Marea Britanie, Brazilia, Rusia și Belarus. De asemenea un numǎr de lituanieni a rǎmas în afara vechiului areal etnic. În primul rînd acest areal cuprinde vestul Belarusului, raioanele Astraveț (2,7% din populația raionului sunt lituanieni), Braslau (2,0%) Voranava (1,5%) și în sud-estul Letoniei.